# Carolyn Carlson
Carolyn Carlson (Oakland, 1943) és una coreògrafa de dansa contemporània d'origen finlandès. És la directora del Centre de Chorégraphique National a Roubaix i de La Cartoucherie d'Atelier de París Vincennes, a París. Se li va concedir el títol de Chevalier des Arts et des Lettres de la República Francesa.

## Carrera
Inicialment estudiava dansa a la San Francisco School of Ballet i a Utah University. El 1965 va entrar a formar part de la companyia de dansa d'Alwin Nikolaïs a Nova York convertint-se en una ballarina excepcional. El 1968 guanyava el Festival de Dansa Internacional a París com millor ballarina (Meilleur Danseur). El 1971 passava a formar part de la companyia de dansa Anne Béranger i el 1972 presentava Rituel pour un rêve mort al Festival d'Avignon. Posteriorment se la va convidar a formar part de l'Escola de Londres de Dansa Contemporània com a instructora, artista i coreògrafa.
El 1974 va conèixer Rolf Liebermann i va ser convidada a participar en l'Òpera de París com a coreògrafa. El 1975 dirigia el Groupe de Recherches Théâtrales (GRTOP). Les creacions d'aquest període inclouen Densitat 21,5; Els Arquitectes;Això, allò i l'altre; Lent, pesat i blau. Al començament del 1974 ensenyava improvisació i tècniques de composició a l'Òpera de París. El 1980 va estar al Teatro la Fenice a Venècia. Els treballs d'aquest període inclouen Undici Onde; Underwood; Blue Lady.
El 1985 tornava a París on actuava al Théâtre de la Ville on presentava Dark; Still Waters i uns altres treballs més. En 1991-1992 va estar a Finlàndia (Elokuu; Syskuu; Maa). També va dirigir el Ballet Cullberg d'Estocolm durant dos anys. Va presentar unes quantes coreografies on actuava ella sola com Dark Lady (1984), Vu d'ici (1995). També va fer coreografies per a ballarins com Nina Hyvärinen, Talia Paz, Marie-Claude Pietragalla, Tero Saarinen. Va ser la directora del sector de Dansa de la Biennal de Venècia (Biennale Danza - Venècia, Itàlia) de 1999 a 2002. Allà va incloure obres com Paràbola (1999), Light Bringers (2000), J. Beuys Song (2001), Writings on water (2002). A Venècia va obrir l'acadèmia de dansa contemporània Accademia Isola Danza i va crear un festival.
Ha actuat en improvisacions amb artistes com Larrio Ekson, Jorma Uotinen, Malou Airaudo, i amb músics com Michel Portal, John Surman, René Aubry, Joachim Kuhn, Trilok Gurtu. També ha creat peces de repertori per a Opéra de Paris (Signes), Òpera de Bordeus (Hidrogen Jukebox).